# Феньи (коммуна)
Феньи́ (фр. Feignies) — коммуна во Франции, регион О-де-Франс, департамент Нор, кантон Ольнуа-Эмери, в 75 км от Лилля у границы с Бельгией.
Население (2014) — 7 054 чел.

## История
Первое поселение на месте нынешнего Феньи основали нервии, затем здесь хозяйничали римляне, франки, норманны. С X века деревня стала принадлежать графам Эно. В 1074 году был построен первый храм, вокруг которого стали возводиться дома. В последующие годы Феньи неоднократно переходил из рук в руки, принадлежал последовательно фламандцам, бургундцам, испанцам, пока, наконец, в 1678 году в составе графства Эно не перешел к Франции.
В жизни Феньи ничего существенного не менялось на протяжении веков, пока в 1872 и 1893 годах здесь не были построены предприятия по производству керамики. В начале XX века к ним добавились сразу четыре металлургических завода, сформировавших центр существующей до настоящего времени промышленной зоны.

## Администрация
Пост мэра Феньи с 2016 года занимает коммунист Патрик Ледюк (Patrick Leduc). На муниципальных выборах 2014 года победу одержал альтернативный левый блок во главе Шанталь Лепинуа (Chantal Lépinoy), занявшей пост мэра. Но осенью 2016 года в администрации города разразился кризис, вызванной отставкой 18 советников, выразивших недоверие мэру. На внеочередных выборах в декабре 2016 года Лепинуа свою кандидатуру не выставляла, а победу одержали коммунисты во главе с Ледюком.

## Экономика
Структура занятости населения:
- сельское хозяйство — 1,1 %
- промышленность — 50,5 %
- строительство — 6,3 %
- торговля, транспорт и сфера услуг — 26,2 %
- государственные и муниципальные службы — 16,0 %

Уровень безработицы (2013) — 22,9 % (Франция в целом — 12,8 %, департамент Нор — 17,2 %). 

Среднегодовой доход на 1 человека, евро (2013) — 16 860 (Франция в целом — 25 140, департамент Нор — 18 575).

## Демография
Динамика численности населения, чел.